# 水軒站
水軒站（日语：／ Suiken eki */?）是位於和歌山縣和歌山市西濱，南海電氣鐵道和歌山港線的鐵道車站（廢站）。

## 歷史
為了運送木材至港口，因此和歌山縣建設了和歌山港線，並於此處定為終點站。在1971年（昭和46年），南海於此處開設車站。後來隨著運輸方式改為貨車，使在2002年（平成14年）車站廢除前已經沒有運送木材的貨物列車行走。
在客運列車方面，雖然在和歌山港線內較多班次行走於和歌山港站至和歌山市站或難波站之間，當中包括了特急和急行列車。但是在開業當初至廢站前，來往此站至和歌山市站之間的列車只有普通列車，每日只有2個往返班次（在1975年和2001年，該兩個往返班次分別在早上9時時段和下午3時時段行走，平日、星期六及假日時間表相同）。因此在南海各站的車費表中，於水軒站旁邊會寫上「前往水軒的班次每日只有2班，詳情請詢問工作人員」。

### 年表
- 1971年（昭和46年）3月6日：築港町站至此站之間開通，此站啟用。
- 2002年（平成14年）
  - 2月12日：提出把和歌山港站至此站之間的鐵路事業廢除。
  - 5月25日：舉行告別活動。
  - 5月26日：和歌山港站至此站之間廢除，此站也被廢除。

## 車站構造

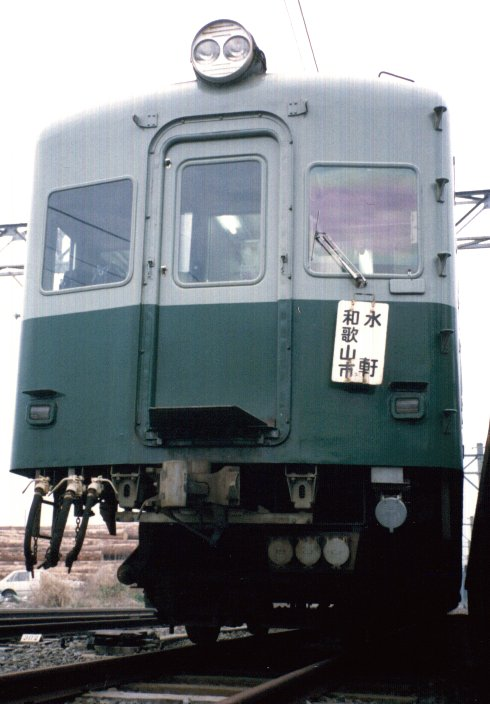
南海1521系電動列車與路線牌「和歌山市 - 水軒」（1992年2月）

此站是一座地面車站，設有1面1線的單式月台。此站沒有站舍，唯一的建築物是一間沒有廁所的小木屋。
由於此站設置當初是為了運送木材，因此站內設有貨物裝卸工作用的側線。曾經在南海貴志川線（現時：和歌山電鐵貴志川線）行走的1201形於此站側線拆毀。

### 配線圖
|                 | 水軒站 站內配線略圖（1993年） | → 和歌山市方向 |
| 图例 参考文献： |                               |                |

## 車站周邊
在車站西邊一帶都是和歌山南港的區域。該處設有貯木場和和歌山市中央批發市場。
在東邊設有縣指定的歷史遺跡水軒堤防（紀州堤）、農田和住宅區。該處也有和歌山巴士的巴士服務前往和歌山市站，由該巴士班次較好，因此居民多以乘坐巴士前往市中心。
車站後方設有紀伊德川家十代藩主德川治寶的別邸庭園養翠園。附近也有一些名勝景點，例如雜賀崎、和歌浦和新和歌浦。

## 在廢站前的經過

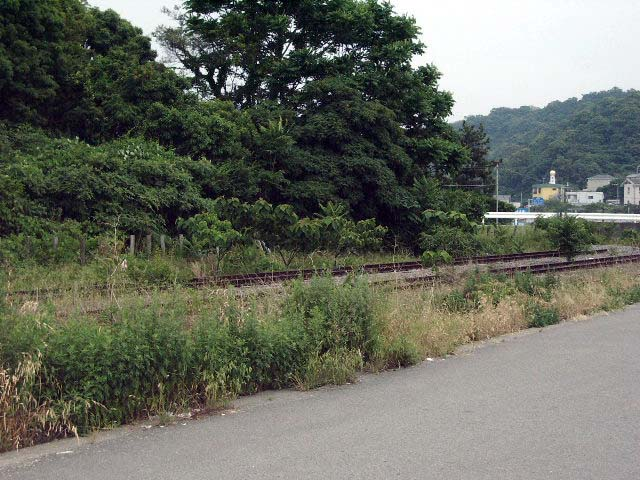
在廢站後4年的水軒站（2006年6月）

此站1日的上下車人次自車站啟用以來只有數人，但仍然繼續提供最少的班次服務（1日2個往返班次）（據說南海一方表示該站的業績未達到赤字水平）。後來，在和歌山港至水軒之間的平交道中的道路由於比較狹窄，在當地居民表示希望改善的情況下形成了契機，便產生了廢除鐵路線的方案，最後經和歌山縣議會議決後決定廢除。
在2002年（平成14年）5月舉行了「告別水軒站」的活動。同年4月開設了臨時特急列車，10000系特急型電動列車從難波站前往水軒站。在同年5月25日營業最後一天，開設了多班臨時列車班次，而最後一班列車的乘務員也收到了鮮花。

## 現況
和歌山縣文化遺產課程決定，把和歌山縣指定歷史遺跡「水軒堤防」的部分堤壩遷移至此站遺址作公開展出。並於2010年（平成22年）10月完成遷移工程。

## 相鄰車站
南海電氣鐵道
和歌山港線
和歌山港－水軒

## 注腳
1. ↑  《1975年3月号「山陽新幹線岡山-博多間が開業した時の時刻表」 時刻表復刻版》 JTB出版436頁
2. ↑  2001年 南海時間表（2001年3月發行）
3. ↑  122號，2000年冬增刊，127頁。
4. ↑  宮脇俊三（日语：宮脇俊三）、原田勝正（日语：原田勝正） ，p.88，小學館，1993年，ISBN 978-4093954129
5. ↑  水軒堤防の石積み、一部を移設復元へ （页面存档备份，存于）（日語） - 和歌山新報 2010年2月11日
6. ↑  県史跡「水軒堤防」の一部の移築工事が完了 （页面存档备份，存于） - 和歌山新報 2010年10月8日